# Tmuis
Tmuis (em grego: Θμουίς; em árabe: Tell El-Timai) é uma cidade no Baixo Egito, no canal oriental do Nilo, entre os seus ramos tanítico e mendésico.

## História
Durante o período greco-romano, Tmuis superou Mendes como capital do 16º nomo do Baixo Egito, chamado Kha. As duas cidades estava a apenas algumas centenas de metros de distância. Tmuis era uma sé episcopal na antiga província romana de Augustâmica Prima, sufragânea de Pelúsio.  
Durante o século IV, foi uma importante cidade romana, digna de sua própria administração e isenta da jurisdição do Prefeito de Alexandria. Ela ainda existia quando os árabes invadiram o Norte da África em 641 e foi daí em diante chamada de Al-Mourad ou Al-Mouradeh. É provável que ela tenha desaparecido somente após a conquista turca.
Le Quien (Oriens christianus, II, 537) dá o nome de nove bispos de Tmuis, sendo os últimos três monofisistas da Idade Média. Os demais são:
- São Fileas, mártir (no Martirológio, 4 de fevereiro);
- Donato de Tmuis, seu sucessor e também mártir;
- Libério (não o Caius), presente no Primeiro Concílio de Niceia, em 325;
- Serapião de Tmuis, morto logo após 360, autor de muitas obras - algumas preservadas - e amigo de Santo Atanásio;
- Ptolemeu, presente no Concílio de Selêucia, em 359;
- Aristóbulo, presente no Primeiro Concílio de Éfeso, em 431.